# Steven Shapin

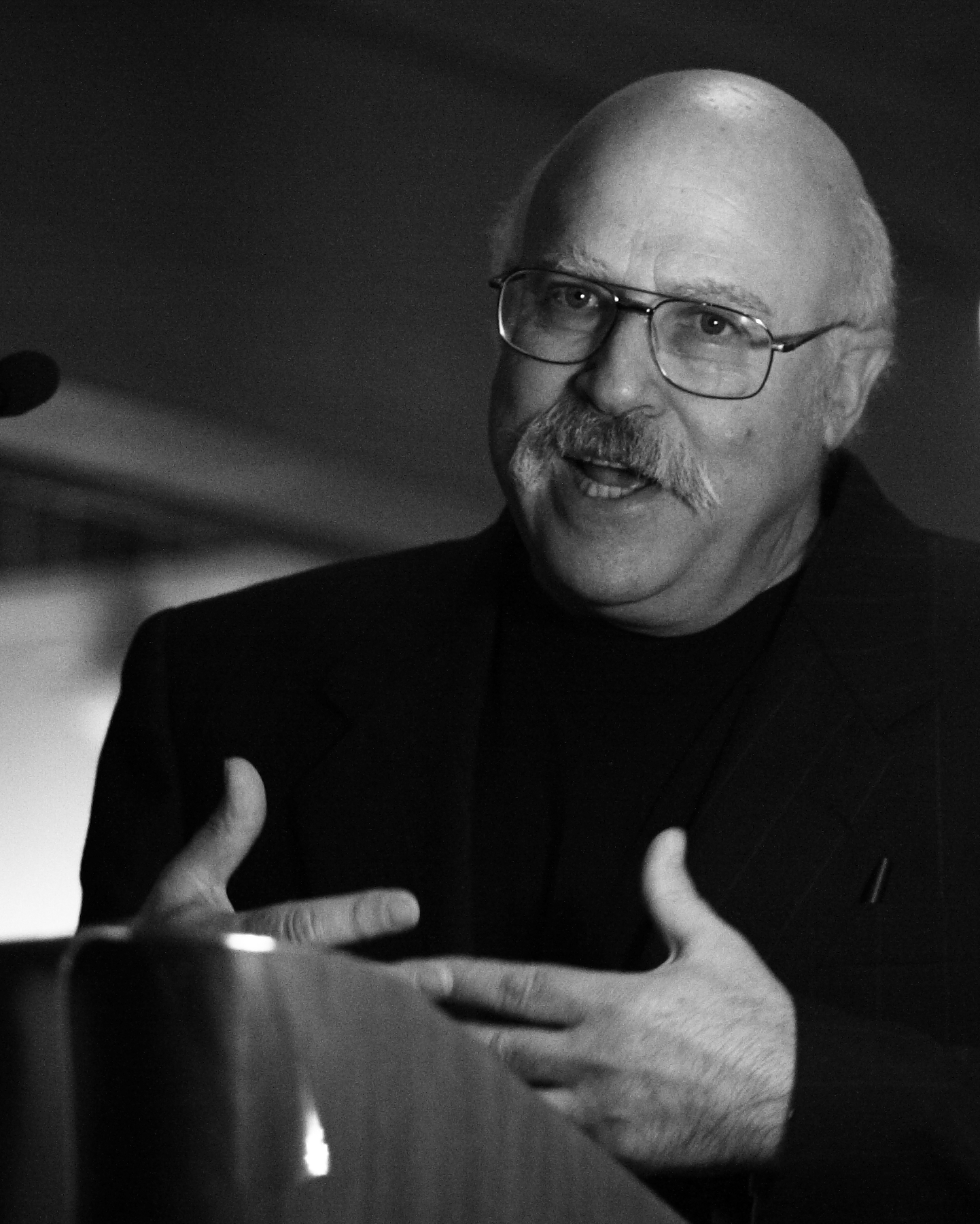
Steven Shapin (2008)

Steven Shapin (* 11. September 1943 in New York City) ist ein US-amerikanischer Wissenschaftshistoriker und -soziologe sowie Professor für Wissenschaftsgeschichte an der Harvard University.

## Leben
Shapin machte 1966 seinen Bachelor  in Biologie und erwarb seinen Ph.D. 1971 mit einer wissenschaftshistorischen Studie zur Royal Society of Edinburgh. Danach hatte er verschiedene akademische Positionen in Großbritannien, Israel sowie den USA inne und ist seit 2004 Professor für Wissenschaftsgeschichte an der Harvard University.
Einen einflussreichen Beitrag zur soziologischen Wissenschaftsgeschichte und -theorie leistete er 1985 zusammen mit Simon Schaffer: Leviathan and the Air-Pump: Hobbes, Boyle, and the Experimental Life. Die Autoren zeichnen darin die Auseinandersetzung zwischen Thomas Hobbes und Robert Boyle um Methodologie sowie das Verhältnis von Staatsgewalt und Wissenschaft nach. Die Historiker vertreten in dem Werk die Position, dass Boyle seine wissenschaftlich unhaltbare Position zur Luftpumpe mit Hilfe der Royal Society durchsetzte. Das Werk stärkte nicht nur den kontroversen Standpunkt, dass soziale Faktoren den Wissenschaftsbetrieb dominieren, und erhielt 2005 den Erasmuspreis, sondern wurde auch methodologisch kritisiert. Es entstand eine öffentlich ausgetragene Debatte mit Cassandra L. Pinnick, die den beiden Autoren u. a. eine Überbetonung des Konflikts in der Beziehung zwischen den Antagonisten vorhielt.
Sein 1996 erschienenes Buch The Scientific Revolution wurde in 14 Sprachen übersetzt. Shapin rezensiert Bücher für den New Yorker und die London Review of Books.

## Ehrungen
- Erasmuspreis
- Ludwik Fleck Prize der Society for Social Studies of Science für A Social History of Truth : Civility and Science in Seventeenth-Century England.[2]
- John Desmond Bernal Prize der Society for Social Studies of Science (2001)
- Robert K. Merton Prize der American Sociological Association
- Dingle Prize der British Society for the History of Science
- Guggenheim-Stipendium
- Mitglied der American Academy of Arts and Sciences (2009)
- George-Sarton-Medaille der History of Science Society (2014)

## Schriften (Auswahl)
- mit Barry Barnes: Natural Order : Historical Studies of Scientific Culture. Sage Publications, Beverly Hills, Calif. 1979.
- mit Simon Schaffer, Leviathan and the Air-Pump : Hobbes, Boyle, and the Experimental Life. einschließlich einer Übersetzung (Schaffer) von Thomas Hobbes: Dialogus physicus de natura aeris. Princeton University Press, Princeton, N.J. 1985; 1989.
- A Social History of Truth : Civility and Science in Seventeenth-Century England. University of Chicago Press, Chicago 1994.
- The Scientific Revolution. University of Chicago Press, Chicago, Ill. 1996.
- mit Christopher Lawrence: Science Incarnate : Historical Embodiments of Natural Knowledge. The University of Chicago Press, Chicago, Ill. 1998.
- The Scientific Life: A Moral History of a Late Modern Vocation. The University of Chicago Press, Chicago, Ill. 2008.
- Never Pure. Historical Studies of Science as if It was Produced by People with Bodies, Situated in Time, Space, Culture and Society, and Struggling for Credibility and Authority. The Johns Hopkins University Press, Baltimore, Maryland 2010. ISBN 978-0-8018-9420-6

## Belege
1. ↑  Cassandra L. Pinnick: Caught in a Sandy Shoal of the Shallow: Reply to Shapin and Schaffer in Social Studies of Science, Band 29 Nr. 2, April 1999, S. 253–257; S. 254.
2. ↑  1994 Ludwik Fleck Prize. Abgerufen am 4. Juni 2024.